# 皇甫璠
皇甫 璠（こうほ はん、生年不詳 - 577年）は、北魏から北周にかけての官僚。字は景瑜。本貫は安定郡烏氏県。

## 経歴
皇甫和の子として生まれた。永安年間、州都督として召し出された。永熙年間、宇文泰が夏州刺史となると、皇甫璠はその下で主薄に任じられた。538年（大統4年）、丞相府行参軍として召された。ほどなく田曹参軍・東閤祭酒に転じ、散騎侍郎の位を加えられた。しばらくして太常少卿・都水使者を兼ね、蕃部・兵部・虞部・民部・吏部などの諸曹の郎中を歴任した。556年（恭帝3年）、六官が建てられると、皇甫璠は計部下大夫の位を受けた。
557年、北周が建国されると、皇甫璠は守廟下大夫に転じた。選抜されて東道大使となり、州の防備を巡察した。ほどなく車騎大将軍・儀同三司の位を加えられ、長楽県子に封じられた。玉壁総管府長史として出向した。保定年間、鴻州刺史に転出し、入朝して小納言となった。まもなく隴右総管府司馬に任じられ、陝州総管府長史に転じた。長安に召還されて蕃部中大夫に任じられ、驃騎大将軍・開府儀同三司の位に進められた。再び隴右総管府長史として出向した。
572年（建徳元年）、民部中大夫の位を受けた。574年（建徳3年）、随州刺史に任じられた。その統治は簡素な善政で知られた。577年（建徳6年）、在官のまま死去した。交渭二州刺史の位を追贈された。諡は恭といった。

## 子女
- 皇甫諒（大象年間に吏部下大夫）
- 皇甫誕

## 伝記資料
- 『周書』巻39 列伝第31
- 『北史』巻70 列伝第58